# Splash (physique)
Pour les articles homonymes, voir Splash.

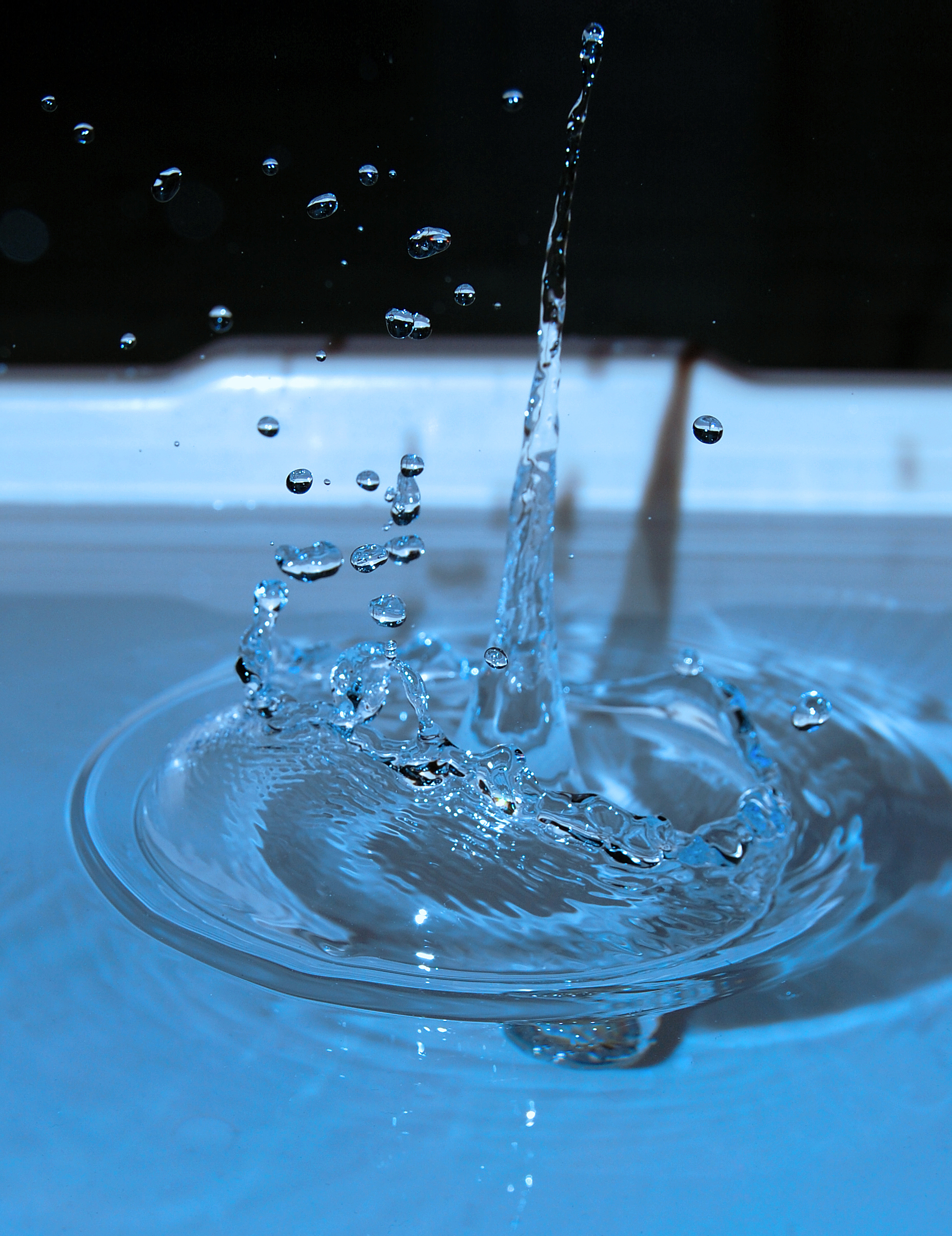
Exemple de la goutte d'eau

Une éclaboussure (ou splash, ou encore éclat) est le phénomène physique engendré par un impact mettant en cause au moins un fluide : fluide versé dans un autre fluide, goutte de liquide tombant sur une surface liquide ou solide, ou objet solide tombant dans un liquide. Le terme de « splash » est en anglais une onomatopée qui évoque les gouttelettes projetées dans toutes les directions lors de l'impact. 
Les exemples suivants, parmi d'autres, montrent l'importance de l'étude de l'éclaboussure :
- les gouttes d'encre d'une imprimante à jet d'encre sont étudiées de telle sorte que l'impact de la goutte ne provoque pas d'éclaboussure ;
- les gouttes de pluie qui tombent sur le sol provoquent l'effet de rejaillissement (appelé aussi « effet splash »). Un mm de pluie peut détacher 10 g.m−2 de terre à une distance de 10 cm. C'est l'un des facteurs de l'érosion hydrique des sols. Il est susceptible de provoquer, même en l'absence de ruissellement, une reptation des particules sédimentaires. Il est aussi responsable de la modification de l'état de surface du sol, et peut, notamment sur sol limoneux, lorsqu'il se forme une croûte de battance, ralentir la capacité d'infiltration de dizaines à quelques mm/h[1].

L'un des premiers physiciens à étudier ce phénomène fut Arthur Mason Worthington (en) (1852-1916), qui inventa à cet effet un appareil de photographie rapide. Auparavant, les éclats étaient représentés par des gravures, sous la forme de phénomènes parfaitement symétriques. Grâce à la photographie, Worthington montra qu'il n'en était rien.

## Érosion par rejaillissement
La force exercée par l'impact d’une goutte d'eau sur la surface du sol possède des composantes normale et tangentielle à cette surface. La composante normale contribue à compacter le sol, mais comme celui-ci est peu déformable, seule une faible partie de la quantité de mouvement est absorbée, si bien que l’impact provoque, par réaction, un rejaillissement latéral de gouttelettes d'eau, fragments de la goutte initiale, entraînant le phénomène de détachabilité. Les vitesses locales de ces jets latéraux sont à peu près doubles de la vitesse d'impact et suffisantes pour entraîner des particules de sol. La composante tangentielle à la surface du sol de la force d’impact est plus faible et entièrement transmise au sol (cisaillement).
L'agriculture de conservation basée sur les techniques culturales simplifiées analyse le labour comme une façon culturale qui expose le sol nu et ameubli à l'impact direct de la pluie, et favorise l'érosion des sols. L'effet splash affecte plus particulièrement les particules fines et les micro-agrégats de terre. « En retombant, ceux-ci comblent les espaces libres entre les mottes si bien que la surface du sol passe d'un état fragmenté poreux et meuble à un état plus continu et plus compact formant une croûte de « battance ». L'infiltration de l'eau de pluie s'en trouve réduite ce qui favorise l'apparition de flaques où les particules se déposent renforçant la croûte et réduisant encore les possibilités d'infiltration ».

## Mode de dissémination des pathogènes
Un mode de dissémination des pathogènes végétaux est la pluie, via l'effet splash sur le sol ou un organe de plante infecté. En charriant dans l'air des milliers de spores qui peuvent être captées par les courants d'air et ainsi se propager loin du plant malade, ce mode de dissémination pourrait permettre aux agriculteurs de mieux gérer les périodes où ils appliquent les traitements antibactériens ou antifongiques,,.